# Инверзо Коњети-Фјеминуто (Торино)
Инверзо Коњети-Фјеминуто је насеље у Италији у округу Торино, региону Пијемонт.
Према процени из 2011. у насељу је живело 76 становника. Насеље се налази на надморској висини од 676 м.